# Geschwindigkeitsindex

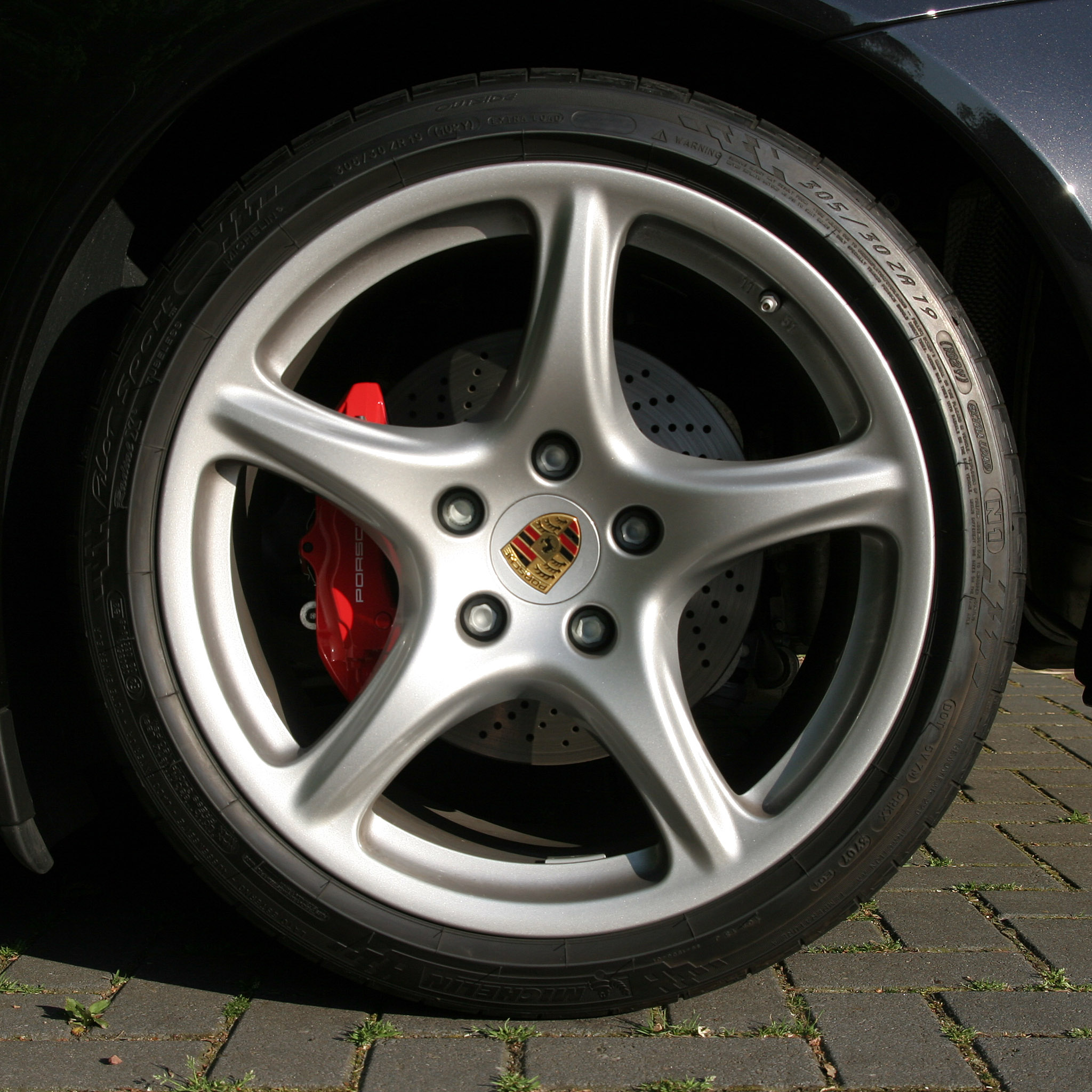
Reifen in der Größe 305/30 ZR 19

Der Geschwindigkeitsindex, Geschwindigkeitsklasse oder Geschwindigkeitskategorie gibt bei Reifen die maximal erlaubte Fahrgeschwindigkeit an. Er ist in der Reifenbezeichnung als letztes Zeichen enthalten und ist auf der Flanke des Reifens abzulesen. Eine Aufschlüsselung aller Reifenbezeichnungen findet sich unter dem Begriff Autoreifen.
Die Höchstgeschwindigkeit gibt an, bis zu welcher Geschwindigkeit der Hersteller bei korrektem Reifendruck einen einwandfreien Dauerbetrieb garantiert. Andernfalls besteht die Gefahr, dass sich die Lauffläche durch die Zentrifugalkraft der Materialien von der Karkasse löst.

## Deutschland
In Deutschland wird zur Bestimmung des Geschwindigkeitsindexes die im Fahrzeugschein eingetragene bauartbedingte Höchstgeschwindigkeit (bbH) zugrunde gelegt.
Bei der Zulassung des Fahrzeugtyps durch das deutsche Kraftfahrt-Bundesamt (KBA) bleibt es dem Fahrzeughersteller überlassen, ob ihm dieser Wert ausreicht oder ob er einen Reifen einer höheren Geschwindigkeitsklasse für erforderlich erklärt.
Diese Eintragung in die Fahrzeugpapiere ist nicht bindend und es kann an dem Fahrzeug ein Reifen mit kleinerem Geschwindigkeitsindex montiert werden, wenn unten stehende Regel einen Reifen kleineren Indexes erlaubt. Genauso kann ein höherer Index verwendet werden.
Außerdem können Ganzjahres- und Winterreifen montiert werden, die einen niedrigeren Geschwindigkeitsindex haben, wenn (a) im Sichtfeld des Fahrers ein Aufkleber mit der zulässigen Höchstgeschwindigkeit angebracht ist und (b) nicht schneller gefahren wird als durch die Reifenkennzeichnung erlaubt (siehe § 36 StvZO).

### Fahrzeuge mit Erstzulassung vor dem 1. Mai 2009
Bei Fahrzeugen mit Allgemeiner Betriebserlaubnis (ABE) oder nationaler Einzelbetriebserlaubnis (Erstzulassung/EZ vor dem 1. Mai 2009) und einer bbH > 150 km/h muss für die Ermittlung des Geschwindigkeitsindexes ein Sicherheitsaufschlag auf die bbH nach folgender Formel berücksichtigt werden:
- bbH × 0,01 + 6,5 km/h[4]

Als Beispiel ergibt das für ein Fahrzeug mit einer bbH von 205 km/h einen Sicherheitsaufschlag von:
- 205 km/h × 0,01 + 6,5 km/h = 2,05 km/h + 6,5 km/h = 8,55 km/h

Der Reifen muss also für eine Geschwindigkeit von: 205 km/h + 8,55 km/h = 213,55 km/h ausgelegt sein. Damit reicht Geschwindigkeitsindex H (max. 210 km/h) nicht aus und es muss ein Reifen mit (mindestens) „V“-Index benutzt werden.

### Fahrzeuge mit Erstzulassung ab dem 1. Mai 2009
Bei Fahrzeugen mit ECE-Homologation (EG-Typgenehmigung) oder Einzelgenehmigung
gem. § 13 EG-FGV (Fahrzeug-Genehmigungs-Verordnung) ab dem 1. Mai 2009 gilt:
- Für die Ermittlung des Geschwindigkeitsindexes wird die bbH ohne Sicherheitsaufschlag zu Grunde gelegt. Ein Auto mit einer bbH von 205 km/h kann daher Reifen mit Geschwindigkeitsindex „H“ verwenden.[5]

## Italien
Seit 15. Mai 2014 darf in der Zeit vom 16. Mai bis einschließlich 14. Oktober eines Jahres (Sommermonate) nach Verordnung des italienischen Ministeriums für Infrastruktur und Verkehr mit Ganzjahres-, Sommer- und Winterreifen nur dann gefahren werden, wenn diese einen Geschwindigkeitsindex aufweisen, der mindestens dem in der Zulassungsbescheinigung Teil I festgesetzten Geschwindigkeitsindex entspricht.

## Schweiz
Gemäß Art. 58 Abs. 2 VTS müssen Reifen sich für die mögliche Höchstgeschwindigkeit des Fahrzeugs eignen. Die mögliche Höchstgeschwindigkeit soll dem Betriebshandbuch entnommen werden; alternativ ist beim Markenvertreter oder beim Fahrzeugimporteur nachzufragen. Eine Ausnahme hiervon betrifft M+S-Reifen («Winterreifen»), hier genügt nach Art. 59 Abs. 3 VTS eine Zulassung bei Personenwagen für 160 km/h, bei Motorrädern, Klein- oder dreirädrigen Motorfahrzeugen für 130 km/h.

## Geschwindigkeitsklassen
Folgende Geschwindigkeitsklassen sind definiert:
| Klasse | A1  | A2  | A3  | A4  | A5  | A6  | A7  | A8  | B   | C   | D   | E    | F   | G    | J   | K    |
| ------ | --- | --- | --- | --- | --- | --- | --- | --- | --- | --- | --- | ---- | --- | ---- | --- | ---- |
| km/h   | 5   | 10  | 15  | 20  | 25  | 30  | 35  | 40  | 50  | 60  | 65  | 70   | 80  | 90   | 100 | 110  |
| Klasse | L   | M   | N   | P   | Q   | R   | S   | T   | U   | H   | V   | VR   | W   | ZR   | Y   | (Y)  |
| km/h   | 120 | 130 | 140 | 150 | 160 | 170 | 180 | 190 | 200 | 210 | 240 | >210 | 270 | >240 | 300 | >300 |

Das Kürzel ZR gilt generell für Reifen über 240 km/h und ist oft noch mit einem Zusatz versehen. Beispiel: 225/45 ZR 17 Y. Ist der Zusatz in Klammern gesetzt (z. B. 295/30 ZR 21 (Y)), darf der Reifen mit über 300 km/h gefahren werden.
Laut Richtlinie 97/24/EG des Europäischen Parlaments und des Rates vom 17. Juni 1997 über bestimmte Bauteile und Merkmale von zweirädrigen oder dreirädrigen Kraftfahrzeugen:

„2.1.12. Reifen, die für Geschwindigkeiten über 240 km/h geeignet sind, müssen innerhalb der Größenbezeichnung des Reifens vor der Angabe der Bauart […] mit dem jeweils zutreffenden Kennbuchstaben ‚V‘ oder ‚Z‘ gekennzeichnet werden […].
2.1.13. Reifen, die für Geschwindigkeiten über 240 km/h (bzw. 270 km/h) geeignet sind, müssen in Klammern die für eine Geschwindigkeit von 210 km/h (bzw. 240 km/h) geltende Tragfähigkeitskennzahl […] und folgenden Bezugskennbuchstaben für die Geschwindigkeitskategorie […] aufweisen:
- ‚V‘ im Falle von Reifen, die innerhalb der Größenbezeichnung den Kennbuchstaben ‚V‘ aufweisen;
- ‚W‘ im Falle von Reifen, die innerhalb der Größenbezeichnung den Kennbuchstaben ‚Z‘ aufweisen.“